# Jean-Daniel Verhaeghe
Jean-Daniel Verhaeghe, né le 26 juin 1944, est un réalisateur et écrivain français.

## Biographie
Jean-Daniel Verhaeghe est essentiellement connu pour ses adaptations télévisuelles d’œuvres littéraires : Eugénie Grandet, Sans famille, Les Thibault, Le Clan Pasquier.
Il a également réalisé des films pour le cinéma, dont Le Grand Meaulnes, également une adaptation littéraire.

## Filmographie

### Réalisateur de cinéma
- 1971 : L'Araignée d'eau
- 2006 : Le Grand Meaulnes

### Réalisateur de téléfilms
- 1974 : L'Île aux enfants
- 1979 : Le Feu dans l'eau
- 1983 : La Métamorphose
- 1983 : L'Étrange Château du docteur Lerne
- 1987 : Les Idiots
- 1987 : Duras - Godard. Deux ou trois choses qu'ils se sont dites
- 1989 : L'Or du diable
- 1989 : Bouvard et Pécuchet
- 1990 : La Nuit des fantômes
- 1991 : La Controverse de Valladolid
- 1992 : Mes coquins
- 1993 : L'Interdiction
- 1994 : Eugénie Grandet
- 1994 : La Règle de l'homme
- 1994 : Les Caprices de Marianne
- 1995 : Un si bel orage
- 1995 : La Fête des pères
- 1995 : Associations de bienfaiteurs
- 1995 : Un orage immobile
- 1995 : La Duchesse de Langeais
- 1996 : L'Huile sur le feu
- 1996 : Le Parfum de Jeannette
- 1996 : Les Steenfort, maîtres de l'orge
- 1997 : Le Rouge et le Noir
- 1998 : Les Brumes de Manchester
- 1999 : Le Destin des Steenfort (mini-série, épisode 4 Régine)
- 2000 : Sans famille (mini-série)
- 2000 : À propos de Bérénice
- 2001 : Madame de...
- 2002 : Romance sans paroles
- 2002 : La Bataille d'Hernani
- 2003 : Les Thibault (mini-série)
- 2004 : Sissi, l'impératrice rebelle
- 2004 : Jaurès, naissance d'un géant
- 2004 : Le Père Goriot
- 2006 : Galilée ou l'Amour de Dieu
- 2007 : Le Clan Pasquier (mini-série)
- 2008 : Raboliot
- 2008 : Au bord du lit
- 2008 : L'Abolition
- 2008 : La Maison du chat qui pelote
- 2009 : Le Mariage de chiffon (épisode 3, saison 2 de la série télévisée  Contes et nouvelles du XIXe siècle)
- 2010 : En cas de malheur
- 2010 : George et Fanchette
- 2010 : La Femme qui pleure au chapeau rouge
- 2011 : Une partie de campagne
- 2012 : Le Désert de l'amour
- 2012 : Qu'est-ce qu'on va faire de toi ?
- 2013 : Une femme dans la Révolution

### Acteur
- 1983 : Le Bon Plaisir

### Producteur
- 1990 : Formule 1
- 1990 : Chillers

## Publications
- Un goût du secret, Éditions du Rocher, 2002
- Le Jeu de l'absence, éditions Arléa, 2012
- Le Passé définitif, éditions Serge Safran, 2018